# Вяркяйский дворец

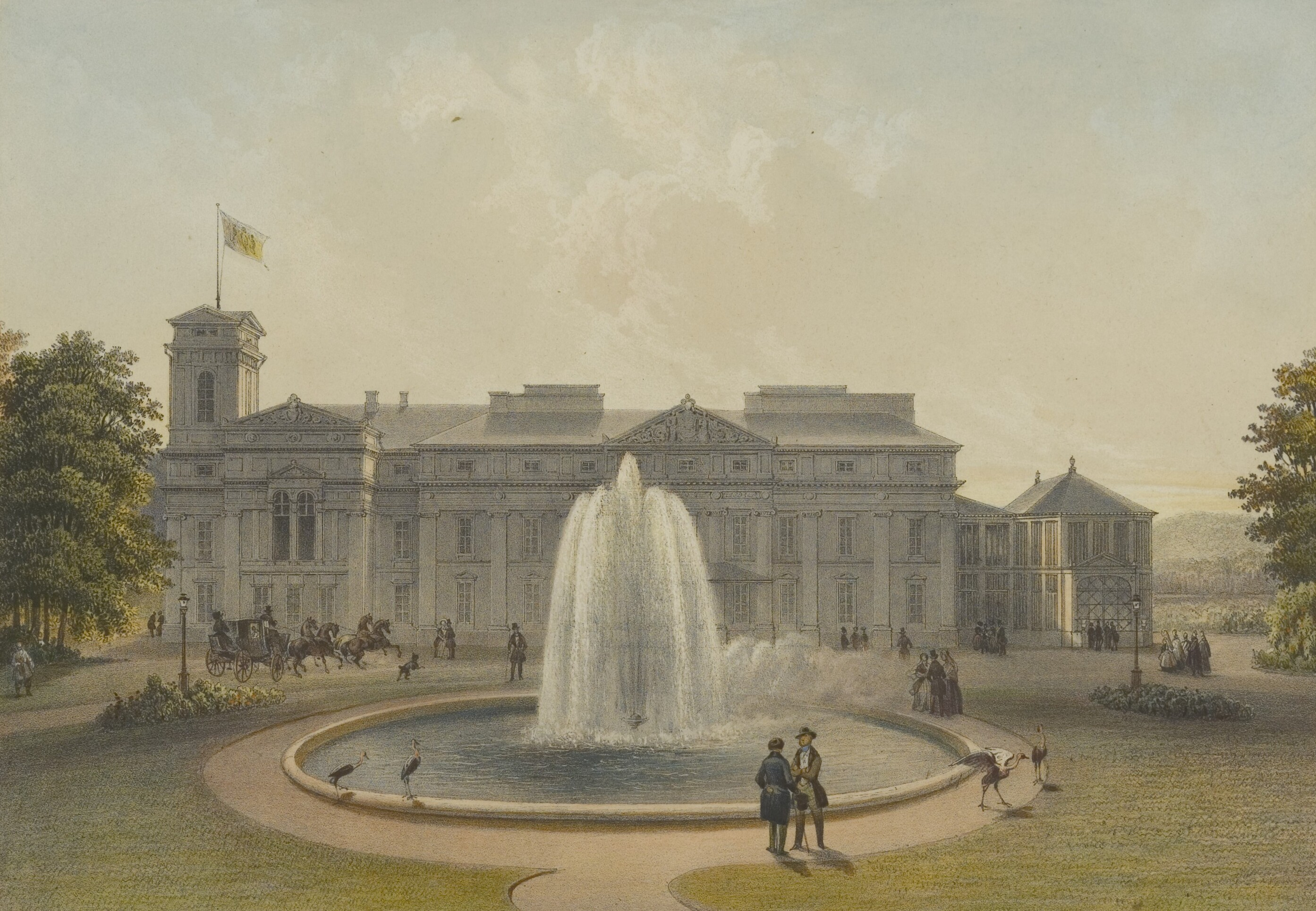
Вяркяйский дворец, литография Василия Садовникова

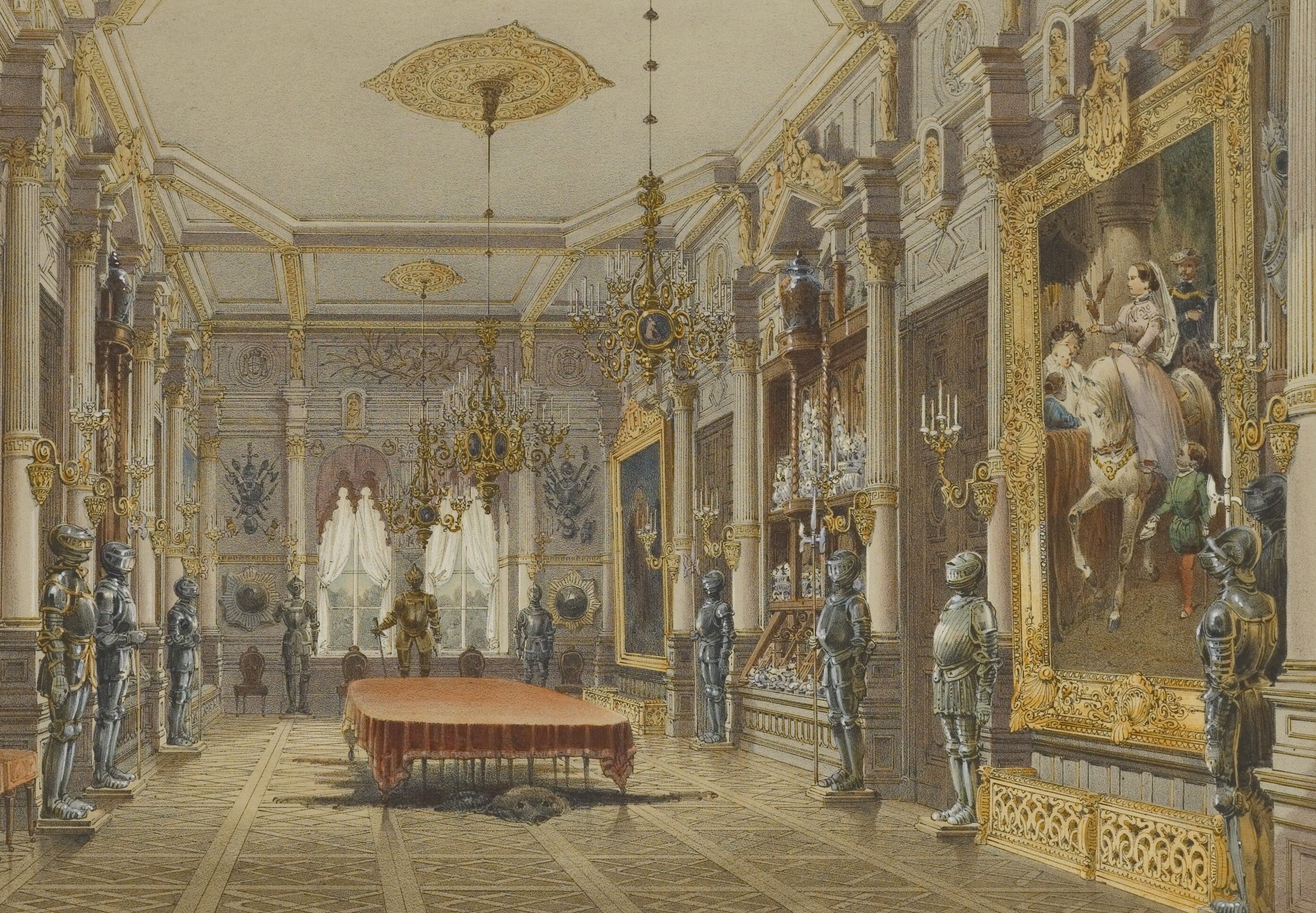
Зал Вяркяйского дворца, литография Василия Садовникова

Усадьба Верки (лит. Verkių dvaras, пол. Pałac w Werkach) — бывшая резиденция виленских епископов в окрестностях Вильнюса. Дворцовый парк ныне охраняется как Региональный парк Вяркяй.
В 1387 году великий князь Ягайло предоставил селение Вяркяй (Верки) в дар католическому епископу для возведения здесь епископской резиденции. В Вяркяе был обустроен парк и построен деревянный дворец, который служил в качестве летней резиденции епископа.
В 1658 году под Верками произошло сражение между русскими и польскими войсками. Во время войны деревянная резиденция сгорела. После сноса развалин в 1700 году  Константин Бжостовский заложил на его месте новый каменный дворец в стиле барокко. В 1705 году дворец посетил царь Пётр I.
В 1779 году Вяркяйский дворец выкупил в частную собственность виленский епископ Игнатий Масальский, который в 1780 году приступил к  его капитальной перестройке. Первоначальные строительные работы возглавлял архитектор Мартин Кнакфус. В 1781 году строительство нового дворца было передано архитектору Лаврентию Гуцевичу, который изменив план стройки, стал возводить здание в стиле классицизма. Строительные работы продолжались до 1792 года и не смогли завершиться в полном объёме из-за нестабильной политической обстановки. (Сам епископ был в 1794 году растерзан толпой).
Владения епископа унаследовала его племянница Елена, которая продала Верки в 1800 году маршалку виленского повята Станиславу Петру Ясеньскому. Новый владелец пытался продолжить строительство дворца, но из-за нехватки материальных средств эти планы не осуществились. В 1812 году Вяркяйский дворец значительно пострадал от наполеоновских войск. Накануне вторжения здесь побывал Александр I. Вот  как об этом пишет граф Е. Ф. Комаровский:

«Окрестности Вильны прелестные. Государь всякий день изволил ездить верхом с дежурным генерал-адъютантом; мне случилось показывать императору загородный дом, называемый Верки, принадлежащий одному из графов Потоцких, где я был прежде с Балашовым. Местоположение Верки единственное; на превысокой горе, у подошвы которой извивается река Вилия, окруженная зелеными лугами, с разбросанными по оной кустарниками по обоим ее берегам, это место представляло вид очаровательный. Сею прогулкою, казалось, государь был очень доволен».
В 1840 году дворец был продан богатейшему в Литве князю Льву Витгенштейну, который окончательно завершил строительство современного дворца. Интерьеры были украшены в подражание различным стилям минувших столетий. После его смерти в 1866 году дворец до начала XX века несколько раз сменял своих владельцев, из-за чего постепенно стал приходить в упадок.
По окончании второй мировой войны Вяркяйский дворец был национализирован советской властью. С 1959 года в нём располагалась Академия наук Литовской ССР. В настоящее время его занимает Институт ботаники Литовской Академии наук.